# چاتالجا
چاتالجا (ترکی استانبولی: Çatalca) از ناحیه‌های قسمت اروپایی استانبول که در استان استانبول از ناحیه مرمره قرار گرفته‌است. طبق آخرین سرشماری به سال ۲۰۱۲ میلادی این ناحیه ۶۳٬۴۶۷ نفر جمعیت دارد.